# نیلانداهینا
نیلانداهینا (به لاتین: Nildandahinna) یک منطقهٔ مسکونی در سری‌لانکا است که در ناحیه نووارا الییا واقع شده‌است. نیلانداهینا ۱٬۰۳۶٫۳۲ متر بالاتر از سطح دریا واقع شده‌است.